# Joseph Rosemeyer
Joseph Rosemeyer (Lingen, 13 marzo 1872 – Colonia, 1º dicembre 1919) è stato un ciclista su strada tedesco.
Partecipò alle gare di ciclismo delle prime Olimpiadi moderne che si svolsero ad Atene nel 1896.
Prese parte alla 100 kilometri su pista, ritirandosi, così come fece nei 2000 metri, mentre nei 10 kilometri su pista si classificò quarto. Nella cronometro si piazzò all'ottavo e ultimo posto, con un tempo di 27"2.